# Генрі Люс
Ге́нрі Ро́бінсон Люс (англ. Henry Robinson Luce; 3 квітня 1898, Пенлай, Шаньдун, Китай — 28 лютого 1967, Фінікс, Аризона, США) — американський журналіст, видавець, засновник усесвітньо відомих журналів: «Тайм» (разом із Брітоном Гедденом, 1923), «Форчун» (1930), «Лайф» (1936), «Спорт ілюстрейтид» (1954) та інших.
Генрі Люс народився в сім'ї пресвітеріан під час місіонерської поїздки батьків до Китаю. Навчався в англійській школі-інтернаті Чифу (Китай), з 1913 року  у школі «Гочкіс» (США). Закінчив Єльський університет, де разом із своїм другом Брітоном Гедденом заснував журнал «Тайм».